# سرجس غالاباغوسي
سرجس غالاباغوسي (الاسم العلمي: Sargassum galapagense) هو نوع من الطلائعيات يتبع جنس السرجس من فصيلة السرجسية.